# Bahnstrecke Bebra–Baunatal-Guntershausen
| Streckennummer (DB): | 6340                  | | |
| Kursbuchstrecke (DB): | 610                   | | |
| Kursbuchstrecke: | 173 (1934) 198 (1946) | | |
| Streckenlänge: | 79 km                 | | |
| Spurweite: | 1435 mm (Normalspur)  | | |
| Stromsystem: | 15 kV 16,7 Hz ~       | | |
| Streckengeschwindigkeit: | 140 km/h              | | |
| Zugbeeinflussung: | PZB, ZUB262           | | |
| Zweigleisigkeit: | durchgehend           | | |
| |                       | | |
| \| \| \| von Kassel \| \| \| \| 254,7 \| Baunatal-Guntershausen \| Baunatal-Guntershausen \| \| \| \| nach Frankfurt (Main) \| \| \| \| 254,2 \| Fulda \| Fulda \| \| \| 251,3 \| Guxhagen (ehem. Bf) \| Guxhagen (ehem. Bf) \| \| \| 250,4 \| Guxhagener Tunnel (434 m) \| Guxhagener Tunnel (434 m) \| \| \| 246,8 \| Körle \| Körle \| \| \| 245,2 \| Mülmisch \| Mülmisch \| \| \| \| \| \| \| \| 243,8 243,5 \| Melsungen-Röhrenfurth Westbahnsteig (Hp; Gleis nach Melsungen) Melsungen-Röhrenfurth Ostbahnsteig (Hp; Gleis nach Körle) \| Melsungen-Röhrenfurth Westbahnsteig (Hp; Gleis nach Melsungen) Melsungen-Röhrenfurth Ostbahnsteig (Hp; Gleis nach Körle) \| \| \| \| \| \| \| \| 241,8 \| Melsungen-Schwarzenberg (seit 12/2023) \| Melsungen-Schwarzenberg (seit 12/2023) \| \| \| 239,6 \| Melsungen Bartenwetzerbrücke (seit 2011) \| Melsungen Bartenwetzerbrücke (seit 2011) \| \| \| 239,5 \| Melsunger Viadukt (Straßen, 2 Bäche) \| Melsunger Viadukt (Straßen, 2 Bäche) \| \| \| 238,8 \| Melsungen \| 180 m \| \| \| 237,5 \| Fulda \| Fulda \| \| \| 237,4 \| Vorflutbrücke, Fulda \| Vorflutbrücke, Fulda \| \| \| \| Verbindungsgleis von Bahnstrecke Leinefelde–Treysa \| \| \| \| 235,2 \| Malsfeld (Leinefelde–Treysa) \| Malsfeld (Leinefelde–Treysa) \| \| \| \| Verbindungsgleis von Bahnstrecke Leinefelde–Treysa \| \| \| \| 234,8 \| Flutbrücke zur Fulda \| Flutbrücke zur Fulda \| \| \| 234,7 \| südliche Ortseinfahrt \| südliche Ortseinfahrt \| \| \| \| Anschlussbahn \| \| \| \| 233,1 \| Malsfeld-Beiseförth \| Malsfeld-Beiseförth \| \| \| 232,8 \| Fulda \| Fulda \| \| \| 232,5 \| Beiseförther Tunnel (238 m) \| Beiseförther Tunnel (238 m) \| \| \| 230,3 \| Schnellfahrstrecke Hannover–Würzburg \| Schnellfahrstrecke Hannover–Würzburg \| \| \| 228,4 \| Morschen-Altmorschen (Bk Hp, ehem. Bf) \| Morschen-Altmorschen (Bk Hp, ehem. Bf) \| \| \| 223,8 \| Heinebach \| 181 m \| \| \| 221,4 \| Baumbach \| Baumbach \| \| \| 218,8 \| Bundesstraße 83 \| Bundesstraße 83 \| \| \| 216,2 \| Rotenburg an der Fulda (ehem. Bf) \| 184 m \| \| \| 213,6 \| Lispenhausen \| Lispenhausen \| \| \| 212,2 \| Bebra U („Umladebahnhof“) \| Bebra U („Umladebahnhof“) \| \| \| \| nach Bebra Rbf \| \| \| \| \| Frankfurt–Göttingen \| \| \| \| \| von Göttingen \| \| \| \| 210,4 \| Bebra Pbf \| Bebra Pbf \| \| \| \| nach Fulda \| \| \| \| \| nach Halle (Saale) Hbf \| \| \| \| \| \| \| \| Quellen: [1][2] \| \| \| \| |                       | | |
| Strecke |                       | von Kassel | von Kassel |
| Bahnhof | 254,7                 | Baunatal-Guntershausen                                                                                                   | Baunatal-Guntershausen                                                                                                   |
| Abzweig geradeaus und nach rechts |                       | nach Frankfurt (Main) | nach Frankfurt (Main) |
| Brücke über Wasserlauf | 254,2                 | Fulda | Fulda |
| Haltepunkt / Haltestelle | 251,3                 | Guxhagen (ehem. Bf) | Guxhagen (ehem. Bf) |
| Tunnel | 250,4                 | Guxhagener Tunnel (434 m)                                                                                                | Guxhagener Tunnel (434 m)                                                                                                |
| Bahnhof | 246,8                 | Körle | Körle |
| Brücke über Wasserlauf | 245,2                 | Mülmisch | Mülmisch |
| |                       | | |
| Haltepunkt / Haltestelle | 243,8 243,5           | Melsungen-Röhrenfurth Westbahnsteig (Hp; Gleis nach Melsungen) Melsungen-Röhrenfurth Ostbahnsteig (Hp; Gleis nach Körle) | Melsungen-Röhrenfurth Westbahnsteig (Hp; Gleis nach Melsungen) Melsungen-Röhrenfurth Ostbahnsteig (Hp; Gleis nach Körle) |
| |                       | | |
| Haltepunkt / Haltestelle | 241,8                 | Melsungen-Schwarzenberg (seit 12/2023)                                                                                   | Melsungen-Schwarzenberg (seit 12/2023)                                                                                   |
| Haltepunkt / Haltestelle | 239,6                 | Melsungen Bartenwetzerbrücke (seit 2011)                                                                                 | Melsungen Bartenwetzerbrücke (seit 2011)                                                                                 |
| Brücke | 239,5                 | Melsunger Viadukt (Straßen, 2 Bäche)                                                                                     | Melsunger Viadukt (Straßen, 2 Bäche)                                                                                     |
| Bahnhof | 238,8                 | Melsungen | 180 m |
| Brücke über Wasserlauf | 237,5                 | Fulda | Fulda |
| Brücke | 237,4                 | Vorflutbrücke, Fulda | Vorflutbrücke, Fulda |
| Abzweig geradeaus und ehemals nach rechts |                       | Verbindungsgleis von Bahnstrecke Leinefelde–Treysa                                                                       | Verbindungsgleis von Bahnstrecke Leinefelde–Treysa                                                                       |
| Turmhaltepunkt geradeaus unten (Querstrecke außer Betrieb) | 235,2                 | Malsfeld (Leinefelde–Treysa)                                                                                             | Malsfeld (Leinefelde–Treysa)                                                                                             |
| Abzweig geradeaus und ehemals von rechts |                       | Verbindungsgleis von Bahnstrecke Leinefelde–Treysa                                                                       | Verbindungsgleis von Bahnstrecke Leinefelde–Treysa                                                                       |
| Brücke | 234,8                 | Flutbrücke zur Fulda | Flutbrücke zur Fulda |
| Brücke | 234,7                 | südliche Ortseinfahrt | südliche Ortseinfahrt |
| Abzweig geradeaus und von links |                       | Anschlussbahn | Anschlussbahn |
| Bahnhof | 233,1                 | Malsfeld-Beiseförth | Malsfeld-Beiseförth |
| Brücke über Wasserlauf | 232,8                 | Fulda | Fulda |
| Tunnel | 232,5                 | Beiseförther Tunnel (238 m)                                                                                              | Beiseförther Tunnel (238 m)                                                                                              |
| Kreuzung geradeaus unten | 230,3                 | Schnellfahrstrecke Hannover–Würzburg                                                                                     | Schnellfahrstrecke Hannover–Würzburg                                                                                     |
| Haltepunkt / Haltestelle | 228,4                 | Morschen-Altmorschen (Bk Hp, ehem. Bf)                                                                                   | Morschen-Altmorschen (Bk Hp, ehem. Bf)                                                                                   |
| Bahnhof | 223,8                 | Heinebach | 181 m |
| ehemaliger Haltepunkt / Haltestelle | 221,4                 | Baumbach | Baumbach |
| Strecke mit Straßenbrücke | 218,8                 | Bundesstraße 83 | Bundesstraße 83 |
| Haltepunkt / Haltestelle | 216,2                 | Rotenburg an der Fulda (ehem. Bf)                                                                                        | 184 m |
| Haltepunkt / Haltestelle | 213,6                 | Lispenhausen | Lispenhausen |
| Bahnhof | 212,2                 | Bebra U („Umladebahnhof“)                                                                                                | Bebra U („Umladebahnhof“)                                                                                                |
| Abzweig geradeaus und nach rechts |                       | nach Bebra Rbf | nach Bebra Rbf |
| Kreuzung geradeaus unten |                       | Frankfurt–Göttingen | Frankfurt–Göttingen |
| Abzweig geradeaus und von rechts |                       | von Göttingen | von Göttingen |
| Bahnhof | 210,4                 | Bebra Pbf | Bebra Pbf |
| Abzweig geradeaus und nach rechts |                       | nach Fulda | nach Fulda |
| Strecke |                       | nach Halle (Saale) Hbf                                                                                                   | nach Halle (Saale) Hbf                                                                                                   |
| |                       | | |
| Quellen: |                       | | |

Die Bahnstrecke Bebra–Baunatal-Guntershausen ist eine zweigleisige, elektrifizierte Hauptbahn in Hessen, die ursprünglich von der Friedrich-Wilhelms-Nordbahn-Gesellschaft erbaut und betrieben wurde. Sie führt von Bebra nach Baunatal-Guntershausen. Die Strecke war eine der ersten Eisenbahnstrecken in Kurhessen. Heute wird sie, zusammen mit der Bahnstrecke Bebra–Fulda, auch Fuldatalbahn genannt.

## Lage
Die Friedrich-Wilhelms-Nordbahn wurde durch die Friedrich-Wilhelms-Nordbahn-Gesellschaft als Teil der durchgehenden Ost-West-Eisenbahnverbindung zwischen Westfalen und Halle an der Saale errichtet. In Kassel schloss sie an die Carlsbahn in nördlicher Richtung an, von der wiederum in Hümme die Fortsetzung in Richtung Warburg und Westfalen erfolgte. In Gerstungen wurde der Anschluss an die Thüringische Eisenbahn-Gesellschaft, in Warburg zur Bahnstrecke Hamm–Warburg der Königlich-Westfälischen Eisenbahn-Gesellschaft hergestellt.

## Entstehung
Die Staaten Sachsen-Weimar-Eisenach, Sachsen-Coburg und Gotha, Preußen und Kurhessen verhandelten seit 1840 über diese Ost-West-Verbindung. Zwischen Gerstungen im Osten des Kurstaates und Haueda an der Grenze zu Westfalen sollte die Strecke über Bebra und die damalige Landeshauptstadt Kassel durch kurhessisches Gebiet führen. Im Herbst 1841 kamen die Verhandlungen zum Abschluss. 1844 erhielt die Friedrich-Wilhelms-Nordbahn-Gesellschaft die Konzession für den Streckenbau auf kurhessischem Territorium.

## Benennung

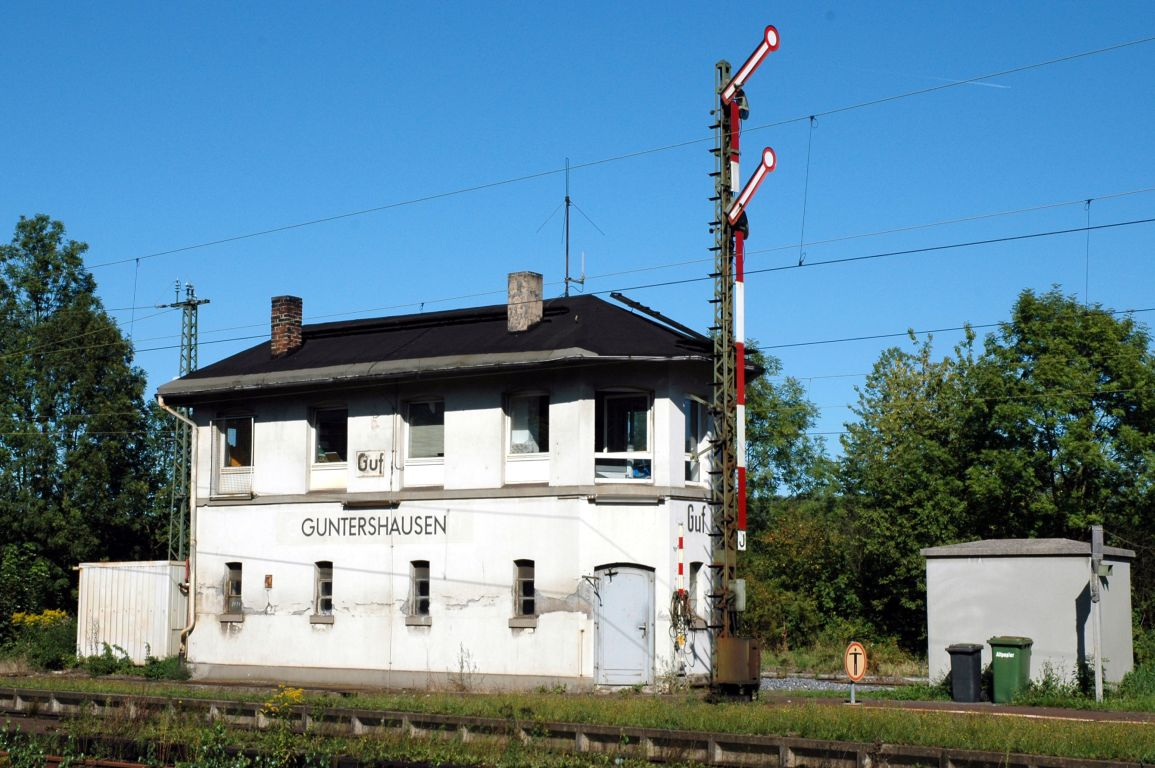
Stellwerk „Guf“ im Bahnhof Guntershausen (Sept. 2006)

Die Friedrich-Wilhelms-Nordbahn wurde 1853 in Kurfürst-Friedrich-Wilhelms-Nordbahn und nach der Annexion Kurhessens durch Preußen infolge des Preußisch-Österreichischen Krieges 1866 in Hessische Nordbahn umbenannt.
Als „Friedrich-Wilhelms-Nordbahn“ wird nicht nur die hier beschriebene Strecke bezeichnet, vielmehr findet sich der Name auch für die Gesamtverbindung zwischen Warburg und Gerstungen. Das hängt damit zusammen, dass zunächst seitens des Kurstaates als wichtigste Verbindung, nämlich zwischen Hauptstadt und dem Weserhafen Karlshafen, die Carlsbahn, angesehen und vorrangig fertiggestellt wurde. Die beiden Streckenäste der Friedrich-Wilhelms-Nordbahn und der Verbindung nach Westfalen wurden „angehängt“.
Hinsichtlich der verkehrlichen Bedeutung stellte sich aber bald heraus, dass der in Karlshafen erwartete Verkehr nicht zustande kam, sondern sich sehr bald von der Weser auf das Mitte des 19. Jahrhunderts entstehende Schienennetz verlagerte. Die Bahn nach Karlshafen wurde so binnen Kurzem zu einer Strecke von nur lokaler Bedeutung. Das führte dazu, dass sich der Name Carlsbahn auf die Stichbahn Hümme–Karlshafen beschränkte, der Name „Friedrich-Wilhelms-Nordbahn“ aber auf die gesamte Strecke zwischen Warburg und Gerstungen übertragen wurde.
So war die Friedrich-Wilhelms-Nordbahn aus kurhessischer Perspektive zunächst der Versuch, Nord- und Oberhessen mit Fernbahnen bis zur Mainlinie zu erschließen. Nur der westliche Zweig wurde mit der Main-Weser-Bahn noch in kurhessischer Zeit vollendet. Der östliche Zweig über Bebra, Fulda nach Hanau (Frankfurt-Bebraer Eisenbahn) – alles kurhessische Städte und damit für das Kurfürstentum von höchster Priorität – kam aufgrund der dort für den Bahnbau schwierigeren Topografie nicht so schnell voran und wurden erst in preußischer Zeit vollendet.

## Bau

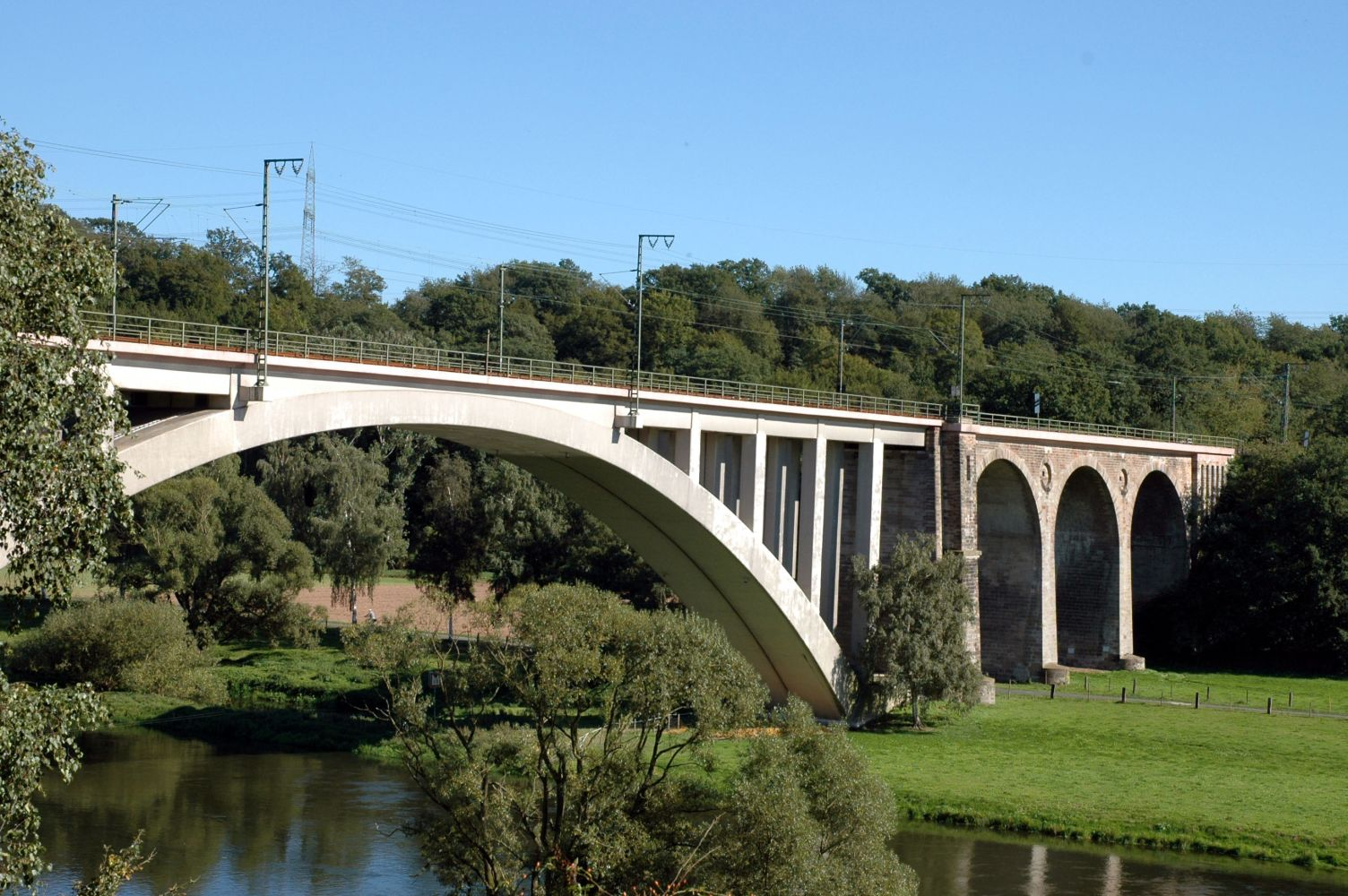
Viadukt über die Fulda bei Baunatal-Guntershausen

Am 1. Juli 1845 feierte man den ersten Spatenstich zum Baubeginn der Friedrich-Wilhelms-Nordbahn, seit dem 29. Dezember 1849 konnte die gesamte Strecke durchgängig befahren werden. Sie schloss in Guntershausen an die Main-Weser-Bahn, in Kassel an die bereits ein Jahr früher eröffnete Carlsbahn an. Zwischen Guntershausen und Bebra folgt sie dem Fuldatal.
Streckeneröffnungen:
- Bebra – Malsfeld – Guxhagen am 29. August 1848
- Gerstungen – Bebra am 25. September 1849
- Guxhagen – Guntershausen am 25. September 1849
- Guntershausen – Kassel am 29. Dezember 1849 (Main-Weser-Bahn)

1966 wurde der elektrische Betrieb auf der Strecke aufgenommen.
Die Strecke ist heute Teil der Mitte-Deutschland-Verbindung, wird aber gegenwärtig (Stand 2018) im Fernverkehr nur noch von zwei bis drei Intercity-Zugpaaren täglich befahren.

## Ausbau
Die Strecke ist zwischen Kassel-Wilhelmshöhe und Bebra mit einem GNT-System auf Basis von ZUB 262 ausgerüstet worden.
Die Strecke wird bis Melsungen von der RegioTram Kassel befahren, seit 14. Dezember 2020 beginnt eine Frühfahrt nach Kassel bereits in Heinebach. Am 20. Mai 2011 wurde die neue innenstadtnahe Station Melsungen Bartenwetzerbrücke eröffnet. Diese verfügt über zwei 115 Meter lange Außenbahnsteige mit einer Höhe von 38 Zentimetern. Der Bau kostete 4,5 Millionen Euro. Die benachbarte Station Melsungen-Schwarzenberg, die zwei 140 Meter lange Außenbahnsteige aufweist und die rund sieben Millionen Euro kostete,  wurde am 10. Dezember 2023 nach 1,5 Jahren Bauzeit in Betrieb genommen.

## Planungen

### Morschener Kurve
Zur Neuaufstellung des Bundesverkehrswegeplan 2030 wurde das Vorhaben „Morschener Kurve“ angemeldet. Die Maßnahme umfasst eine eingleisige Neubaustrecke zur Verbindung der Strecke Bebra – Kassel mit der Neubaustrecke Würzburg – Hannover im Bereich Morschen. Das Vorhaben sollte den Fernverkehr auf der Mitte-Deutschland-Verbindung beschleunigen und den stark belegten Streckenabschnitt Kassel – Guntershausen entlasten, in dem zusätzlich die Verkehre der Main-Weser-Bahn aufgenommen werden müssen. Die Aufnahme in den Bundesverkehrswegeplan wurde abgelehnt, da die Neubaustrecke von zu wenigen Zügen des Fern- und Güterverkehrs genutzt würde, um die Investitionskosten zu rechtfertigen.